# Automatismus (Kunst)
Der Automatismus (griech. autómatos = sich selbst bewegend) ist ein künstlerisches Verfahren. Vor allem ist er als Methode des Schreibens (Écriture automatique) im Surrealismus bekannt geworden. Er beschreibt im Wesentlichen den Versuch, spontan und unter Ausschluss der Vernunft zu schreiben oder zu malen. 
Dem Surrealisten André Breton und seinem ersten Manifest des Surrealismus (1924) zufolge, bilde man so „den wirklichen Ablauf des Denkens“ ab und auf diesem Wege sei eine „wahre Fotografie des Gedankens“ erreichbar. Es ging vor allem darum, das Unbewusste zu erforschen. Diese Gedanken erweiterte der Schriftsteller theoretisch in seinem Essay Die automatische Botschaft (1933) in der Auseinandersetzung mit anderen (etwa psychischen und spiritistischen) Formen des Automatismus.
Eine poetische Beschreibung des Automatismus lautet: „Die vom Gehirn befreite Hand bewegt sich, wohin die Feder sie führt; und sie führt Kraft einer erstaunlichen Behexung die Feder so, dass diese lebendig wird, aber weil die Hand jede Verbindung mit der Logik verloren hat, nimmt sie, auf diesem Wege wiederhergestellt, mit dem Unbewussten Verbindung auf.“
Im Bereich der Musik findet sich der Automatismus am ehesten im Free Jazz.
Ein gutes Beispiel für „automatisches Schreiben“ sind die Werke des tschechischen Autors Bohumil Hrabal, wobei diese Technik vor allem ab den 1970er Jahren Eingang in sein Schreiben fand.
Als Kulturtechnik werden Automatismen wissenschaftlich untersucht vom gleichnamigen Graduiertenkolleg der Deutschen Forschungsgemeinschaft an der Universität Paderborn. 